# Pop Girl
Pop Girl è stata un'emittente televisiva britannica rivolta ad un target femminile tra 7 e 12 anni.
Il 1º ottobre 2015 il canale ha chiuso definitivamente.

## Palinsesto
- The Sleepover Club
- The Saddle Club
- Magica Doremì
- Mew Mew - Amiche vincenti (Con la versione statunitense Mew Mew Power)
- Pretty Cure
- Le Superchicche
- Starla e le sette gemme del mistero
- Z-Girls